# Marian Steifer
Marian Jan Steifer (ur. 9 sierpnia 1889 w Wołoskiej Wsi, zm. prawdopodobnie w 1945 w Budapeszcie) – pułkownik dyplomowany saperów Wojska Polskiego, przedstawiciel WP Internowanego w Królestwie Węgier podczas II wojny światowej, doktor nauk prawnych, działacz społeczny i sportowy.

## Młodość
Urodził się w Wołoskiej Wsi, w ówczesnym powiecie dolińskim Królestwa Galicji i Lodomerii, w rodzinie Tomasza, administratora majątku rumuńskiej rodziny Steiberów, i Bronisławy z Makanów. Pierwsze 8 lat spędził w Krynicy, aby następnie w 1897 przeprowadzić się do Lwowa. Tam Steifer uczęszczał do III Gimnazjum im. Franciszka Józefa, a także działał w organizacjach sportowych, m.in. w klubach piłkarskich Lechia i Pogoń, której był członkiem założycielem. Pomagał także od 1911 w organizacji i szkoleniu sekcji futbolowej warszawskiej Polonii. Przez wiele lat grał na pozycji bramkarza. W latach 1904–07 działał w tajnej młodzieżówce niepodległościowej. Po zdaniu matury w 1908 roku rozpoczął studia na Wydziale Geodezji Szkoły Politechnicznej we Lwowie, aby dwa lata później przenieść się na Wydział Prawa Uniwersytetu Lwowskiego. Działał w galicyjskich organizacjach paramilitarnych: Drużynach Sokolich i Związku Strzeleckim.

## I wojna światowa
Wybuch pierwszej wojny światowej wiązał się dla Steifera z mobilizacją do armii austro-węgierskiej 31 lipca 1914 r. Początkowo został przyłączony do 1 pułku artylerii fortecznej w Wiedniu, zaś od 5 września służył w 11 batalionie saperów w Kiralyhaza na Węgrzech. 17 września rozpoczął naukę w Szkole Oficerów Rezerwowych w Krems nad Dunajem. Trzy miesiące po jej ukończeniu, w lipcu 1915 Steifer przeniesiony został na front włoski, gdzie dowodził plutonem saperów. W lutym 1916 roku wyniósł z pola walki rannego Károly Barthę, późniejszego ministra wojny Honvedów. Znajomość ta bardzo pomogła płk. Steiferowi w działalności konspiracyjnej prowadzonej na Węgrzech w czasie drugiej wojny światowej. Za swoje zasługi w walkach podczas I wojny światowej, Steifer otrzymał wiele bojowych odznaczeń austro-węgierskich, a także Krzyż Żelazny II kl.

## II Rzeczpospolita
1 listopada 1918 we Lwowie, gdzie Steifer przebywał na urlopie, wybuchły walki z Ukraińcami o miasto. 22 listopada wstąpił do Wojska Polskiego, jako dowódca kompanii saperów w 1 pułku Strzelców Wielopolskich. Równolegle do służby dalej studiował na Uniwersytecie Lwowskim. 24 marca 1919 roku obronił przygotowany pod kierunkiem Piotra Stebelskiego doktorat, którego znaczna część powstała w okopach. W kwietniu dokonał wraz z rtm. Pawłem Żółtowskim brawurowej akcji, która pozwoliła odeprzeć Ukraińców atakujących miasto od strony Pasiek Zubrzyckich. Za swoją odwagę odznaczony został Odznaką Honorową „Orlęta”.
2 stycznia 1920 został słuchaczem II wojennego kursu Szkoły Sztabu Generalnego, który został jednak przerwany, gdy Steifera przydzielono do Oddziału IV Sztabu Generalnego Naczelnego Wodza na Ukrainie. Wkrótce został awansowany i przeniesiony do Oddziału IV Sztabu Generalnego w Warszawie. Od początku 1921 roku kontynuował studia w W.S.Woj. Po jej ukończeniu (8 września t.r.) i uzyskaniu tytułu naukowego oficera Sztabu Generalnego otrzymał przydział na stanowisko szefa sztabu 17 Dywizji Piechoty w Gnieźnie.
Z dniem 1 kwietnia 1924 został przydzielony na stanowisko szefa Ekspozytury Nr 3 Oddziału II Sztabu Generalnego w Poznaniu. Działalność tego wydziału dotyczyła Prus Wschodnich, Gdańska, Pomorza Zachodniego i rejonów przygranicznych.
W 1925 rozpoczął swoją działalność w Poznańskim Klubie Szachistów. Brał udział w wielu rozgrywkach, m.in. o puchar Polskiego Związku Szachowego (1927) w Łodzi i w drużynowych mistrzostwach Polski w Królewskiej Hucie. Dwukrotnie zdobył tytuł mistrza Poznania. W tym czasie współredagował również kilka kącików szachowych w prasie miejscowej.
21 marca 1928 roku został przeniesiony macierzyście do kadry oficerów saperów z pozostawieniem na zajmowanym stanowisku szefa Ekspozytury. Pełniąc służbę na stanowisku szefa Ekspozytury pozostawał oficerem nadetatowym 5 pułku saperów w Krakowie. 26 kwietnia 1928 roku został przeniesiony do 10 pułku saperów w Przemyślu na stanowisko zastępcy dowódcy pułku. 27 kwietnia 1929 roku został mianowany dowódcą 7 pułku Saperów Wielkopolskich w Poznaniu, a jesienią tego roku, po przeformowaniu jednostki, dowódcą 7 batalionu saperów w Poznaniu. W październiku 1930 roku został I oficerem sztabu inspektora armii, generała dywizji Daniela Konarzewskiego z siedzibą w Warszawie. Rozpoczął wówczas również wykłady na Wyższej Szkole Wojennej.
W Warszawie nie przestał prowadzić działalności sportowej, wręcz przeciwnie. W 1932 roku był trzecim wiceprezesem Wojskowego Klubu Sportowego Legia oraz członkiem zarządu PZPN. To on, wraz z Dawidem Przepiórką i Bronisławem Nakoniecznikow-Klukowskim wręczyć miał marszałkowi Józefowi Piłsudskiemu dyplom honorowego członka Polskiego Związku Szachowego. Również w okresie międzywojennym rozegrał pojedynki m.in. z dwoma mistrzami świata: przegraną z Aleksandrem Alechinem i wygraną w symultanie w 1935 z J.R. Capablanką. Redagował kącik szachowy w „Polsce Zbrojnej”. Steifer działał w Radzie Naczelnej Polskiego Związku Szachowego, ale także i we władzach Polskiego Komitetu Olimpijskiego. Od 1938 do wybuchu II wojny światowej pełnił służbę na stanowisku zastępcy szefa Biura Przemysłu Wojennego Ministerstwa Spraw Wojskowych.

## II wojna światowa
4 września 1939 roku gen. Tadeusz Kasprzycki wydał Steiferowi rozkaz udania się do Zamościa w celu zorganizowania tymczasowego Biura Przemysłu Wojennego. Po przyjeździe na miejsce pułkownik zorientował się, że jego zadanie było niewykonalne i podjął decyzję o wyjechaniu do Lwowa. Tam oddał się pod komendę dowódcy obrony miasta gen. Władysława Langnera. W sztabie Obrony Lwowa pełnił funkcję oficera do specjalnych poruczeń. Na ostatnim posiedzeniu sztabu obrony sprzeciwiał się kapitulacji na rzecz Armii Czerwonej, jednak nie złamał rozkazów i 22 września wraz z resztą oficerów złożył broń na pl. Bernardyńskim.
Wykorzystując nieuwagę strażników zbiegł z transportu kolejowego do obozu w Kozielsku i następnie powrócił do Lwowa. Już w październiku przekroczył granicę w Karpatach udając się na Węgry. Tam z uwagi na jego znajomość z ministrem Honwedów gen. Karolyi Barthą (Steifer uratował mu życie, gdy razem służyli w c.k. armii) został mianowany (28 maja 1940) Przedstawicielem Wojska Polskiego Internowanego w Królestwie Węgier. Ta decyzja władz węgierskich spotkała się z pozytywnym przyjęciem ze strony rządu emigracyjnego w Angers. Zadaniem Steifera była głównie obrona interesów żołnierzy internowanych, co przejawiało się w takich czynnościach, jak inspekcja obozów i pomoc materialna. Pozostał on jedynym oficjalnym przedstawicielem Polski na Węgrzech, gdy zlikwidowano ambasadę oraz konsulaty RP.
W maju 1941 roku Steifera oskarżono o nielegalne rozmowy z władzami węgierskimi, które miały mieć na celu nawiązanie kontaktów z Niemcami, rzekomo na temat powołania rządu polskiego przy Rzeszy. Podstawą tego oskarżenia był raport por. K. Morvaya, Polaka węgierskiego pochodzenia. Pułkownik oddał się do decyzji Sądu Obywatelskiego, zwołanego przez wikariusza apostolskiego mjr. kapelana ks. Piotra Wilka-Witosławskiego, we współpracy z przewodniczącym Komitetu Obywatelskiego ds. Opieki nad Uchodźcami, Bohdanem Stypińskim. Sąd ten uznał, że brak przesłanek do oskarżenia Steifera o chęć podjęcia współpracy z Niemcami, jednak podejmując prywatną rozmowę z ministrem Karolyi Barthą przekroczył swoje kompetencje i obowiązki. Premier Władysław Sikorski wezwał pułkownika do złożenia dymisji, ze zrobieniem czego ten drugi długo zwlekał do czasu, gdy strona węgierska zastąpiła go 24 marca 1942 powołanym na to stanowisko ppłk. Aleksandrem Królem.
Nadal niepewna jest rola, jaką miał odegrać w rzekomych rozmowach na temat utworzenia państwa polskiego przy Rzeszy, których inicjatorem miał być m.in. marszałek Śmigły-Rydz i organizacja Muszkieterzy. Problem poruszono w programie „Świadkowie” D. Baliszewskiego. Jedna z hipotez mówi, że cała sprawa miała być jedynie zasłoną dla prawdziwej, wywiadowczej służby Steifera. Nie do końca znana jest rola płk. Steifera w akcjach wywiadów alianckich. Według niektórych historyków stał m.in. na czele zakrojonej na wielką skalę akcji ratowania i przerzucania na Węgry Żydów z okupowanej Polski.
Steifera osadzono początkowo w ciężkim obozie dla internowanych w Siklós, by następnie z powodu problemów zdrowotnych przenieść do obozu w letniskowej miejscowości Pesthidegkút. Tam znajdował się aż do 1945 roku. W chwili wejścia Armii Czerwonej na teren Węgier pułkownik ukrywał się w Budapeszcie, dopóki nie doniósł na niego jego były kierowca. W maju tego samego roku Steifer aresztowany został przez NKWD. Tu ślad po pułkowniku urwał się. Prawdopodobnie rozstrzelano go niedługo potem w okolicach Budapesztu. Istnieją hipotezy mówiące o tym, że mógł być wywieziony albo do więzienia w Warszawie, gdzie prawdopodobnie został skatowany, lub wywieziony do jednego z łagrów na Syberii. Jego grób symboliczny znajduje się na cmentarzu Powązkowskim (kwatera 303-6-30).

## Życie prywatne
17 lipca 1918 w kościele św. Antoniego we Lwowie wziął ślub z Heleną Marią Jaworską (1893–1974), córką Jerzego i Heleny z Klimowiczów, absolwentką filologii klasycznej i germańskiej Uniwersytetu Lwowskiego. Mieli troje dzieci:
- Jerzy – (1919–1939), poległ jako podchorąży MW;
- Helena – (1920–2011), zamężna ze Stanisławem Grzybińskim, matematykiem, nauczycielem;
- Mieczysław – (1926–1996), inż. architekt, wychowanek 1.Korpusu Kadetów we Lwowie[17][18].

## Awanse
- podporucznik – 1 stycznia 1916[3]
- porucznik – 1 lutego 1918[3]
- kapitan – ze starszeństwem od 1 kwietnia 1920[19]
- major – 1922
- podpułkownik – 23 stycznia 1928 ze starszeństwem z 1 stycznia 1928 i 3 lokatą
- pułkownik – ze starszeństwem z 19 marca 1937 i 3. lokatą w korpusie oficerów saperów[20], grupa liniowa[1]

## Ordery i odznaczenia
- Krzyż Kawalerski Orderu Odrodzenia Polski (9 listopada 1932)[21]
- Krzyż Walecznych[1]
- Złoty Krzyż Zasługi (10 listopada 1928)[22]
- Medal Niepodległości (9 stycznia 1932)[23][2]
- Medal Pamiątkowy za Wojnę 1918–1921
- Medal Dziesięciolecia Odzyskanej Niepodległości
- Odznaka Pamiątkowa Generalnego Inspektora Sił Zbrojnych (12 maja 1936)
- Odznaka pamiątkowa „Orlęta”
- Medal Zasługi Wojskowej (Austro-Węgry)
- Złoty Medal Waleczności (Austro-Węgry)
- Srebrny Medal Waleczności (Austro-Węgry)
- Krzyż Żelazny II klasy (Cesarstwo Niemieckie)
- Krzyż Kawalerski Orderu Legii Honorowej (Francja)

## Opinie
- Osiągnięte wyniki w służbie bardzo dobre. Starannie i pilnie wykonał wszystkie prace. Praca nad sobą dobra, mniejsza niż ubiegłego roku. Nadaje się do pracy w sztabie. Może dowodzić pułkiem. Może być wykładowcą lub szefem samodzielnego wydziału. Bardzo dobry. Opinia wyróżniająca zawarta w rozkazie pochwalnym. /9 listopada 1937 r./ /-/ gen. Norwid-Neugebauer[24].
- Bardzo inteligentny, pracowity i sumienny wykonawca. Z wielkim taktem służbowym i towarzyskim. Posiada bardzo dużo wiadomości ogólnych i fachowych, wyrobienie taktyczne oraz zdolności orientacyjne. Doskonały organizator i praktyk, lojalny i zdyscyplinowany. Nadaje się na każde samodzielne stanowisko. Wybitny oficer. /-/ (1934) Inspektor Armii, gen. dyw. Daniel Konarzewski[25].